# Masaaki Savanobori
Masaaki Savanobori (japonsko 澤登 正朗), japonski nogometaš, * 12. januar 1970.
Za japonsko reprezentanco je odigral 16 uradnih tekem.